# Bernhard Knipperdolling
Bernhard Knipperdolling (ca. 1495-1536) var en tysk anfører for Münster-anabaptisterne. Han var også kendt under navnene Bernd eller Berndt Knipperdollinck eller Knypperdollynck – hans fødenavn var van Stockem.

## Tidlige liv
Knipperdolling var søn af en velhavende tekstilhandler. Man ved ikke meget om hans ungdom. Han blev offentligt kendt for første gang, da han blev lavleder i byrådet. Han var tilhænger af prædikanten Bernhard Rothmann, og i 1528 blev han kendt som ihærdig protestant ved at lægge sag an mod det katolske byråd i Münster og biskoppen Franz von Waldeck. Som lavleder havde han lavenes økonomiske og politiske støtte.
I begyndelsen af 1534 ankom omvandrende hollandske anabaptistprædikanter til Münster og proklamerede, at en ny profet var på vej. Snart efter kom "profeten" selv, bageren Jan Matthijs fra Haarlem. Knipperdolling blev en lidenskabelig troende.

## Den anabaptistiske revolution
Knipperdolling sluttede sig i februar 1534 til bevægelsen, som ville omstyrte byrådet og biskoppen. Knipperdolling blev borgmester i Münster i 1534 – et højdepunkt for den anabaptistiske bevægelse. Hans hjem blev et samlingssted for anabaptisterne, og dér fandt de første dåber sted i 1534.
Da Matthijs krævede, at alle "gudløse" borgere i Münster skulle henrettes, overtalte Knipperdolling ham til at give dem en uges frist til enten at blive døbt eller forlade byen. Dette medvirkede til, at man undgik international modstand mod Münster og intern uro.
Knipperdolling organiserede det militære forsvar mod biskoppens tropper. Han blev også gjort til overbøddel og administrator af statsejendomme. Visse dele af Matthijs' politik var ikke til Knipperdollings fordel, f.eks. opløsning af lavene og konfiskation af privat ejendom.
Efter Matthijs' død i 1534 støttede Knipperdolling Jan Bockelson, som blev udråbt til konge. Men kort tid efter mente Knipperdolling sig hævet over Bockelson, som han sagde var konge af kødet, mens Knipperdolling var åndelig konge. Dette første til en kortvarig fængsling af Knipperdolling i 1535. Efter sin løsladelse blev Knipperdolling udnævnt til Stadholder og bøddel. Hans datter Clara blev gift med Bockelson, efter at man havde indført polygami.
I 1535 mistede Knipperdolling imidlertid sin magtposition igen, da Heinrich Krechting blev kongens højre hånd. I juni 1535 generobrede biskoppen Münster. Knipperdolling, Bockelson og Krechting blev fængslet og forhørt. I januar 1536 blev de offentligt tortureret og henrettet i Münster. Deres lig blev ophængt i bure fra Lambertus-kirken, som havde været centrum for anabaptisternes revolution.